# Change We Must
Change We Must è un album in studio da solista del cantante britannico Jon Anderson, pubblicato nel 1994.

## Tracce
1. State of Independence – 5:37 (Jon Anderson, Vangelis)
2. Shaker Loops – 5:31 (Anderson, John Adams)
3. Hearts – 5:03 (Chris Squire, Anderson, Trevor Rabin)
4. Alive & Well – 4:43 (David Tolley, Anderson)
5. The Kiss – 3:51 (Anderson, Vangelis)
6. Chagall Duet – 3:31 (Anderson)
7. Run On, Jon – 2:46 (Tolley, Anderson)
8. Candle Song – 3:36 (Anderson, Vangelis)
9. A View from the Coppice – 2:46 (Tolley, Anderson)
10. Hurry Home – 6:52 (Anderson)
11. Under the Sun – 5:01 (Anderson)
12. Change We Must – 5:39 (Anderson, Vangelis)